# Sistemul Holdridge de zone de viață

Schema zonelor de viață Holdridge. Deși autorul a conceput-o tridimensională, uzual ea este prezentată bidimensional ca un fagure într-un cadru triunghiular.

Sistemul Holdridge de zone de viață este o schemă de clasificare al biotopurilor terestre din punct de vedere climatic. A fost publicat de Leslie Holdridge⁠(d) prima dată în 1947 și actualizat în 1967. Este un sistem relativ simplu, bazat pe un număr redus de date empirice, sistem care oferă criterii de încadrare obiective. Principala presupunere a sistemului este că tipul solului și climaxul vegetației⁠(d) pot fi determinate dacă se cunoaște clima locală.

## Schema
Deși a fost conceput pentru zonele tropicale și subtropicale, sistemul are aplicabilitate globală. Sistemul se potrivește cu zonele de vegetație tropicală, mediteraneană și boreală, dar este mai puțin potrivit pentru climatele reci oceanice sau aride, unde umiditatea devine factorul determinant. Sistemul are o aplicabilitate majoră în prezicerea posibilelor schimbări ale vegetației în urma încălzirii globale.
Cele trei axe ale schemei sunt:
- precipitațiile (anuale, logaritmic);
- biotemperatura (medie anuală, logaritmic);
- potențialul de evaporare și transpirație (en) al mediei precipitațiilor anuale.

Alte indicații încorporate în sistem sunt:
- umiditatea provinciilor;
- latitudinea regiunilor;
- altitudinea zonelor.

## Biotemperatură
În biologie, mai exact în botanică, ecologie și ecologie montană, biotemperatura este temperatura la care plantele pot crește și se pot dezvolta. Biotemperatura trebuie să fie peste punctul de îngheț al apei (0 °C, respectiv 273,15 K), întrucât plantele hibernează la temperaturi negative pe scara Celsius.
Noțiunea de biotemperatură este, de asemenea, legată de conceptul și ecotonul numit linia arborilor, care este cea mai înaltă altitudine la care copacii pot crește.
Biotemperatura este definită de durata sezoanelor de creștere și de temperatură. Este măsurată ca medie a tuturor temperaturilor sub punctul de îngheț și deasupra 30 °C, limitată deasupra 0 °C, plantele dormind la aceste temperaturi. Sistemul Holdridge folosește preferențial biotemperatura în locul regiunilor din zona temperată definite conform sistemului Merriam⁠(d), și nu ia în considerare ca factor primar altitudinea. Sistemul este considerat mai potrivit pentru vegetația tropicală ca sistemul Merriam.